# Oogámia

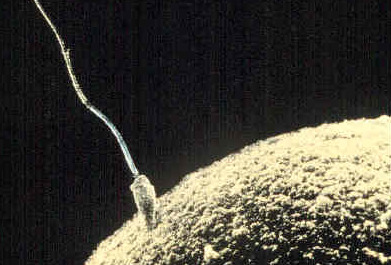
Oogámia állatokban: apró, mozgékony spermium egy petesejt felszínén

Az oogámia az ivaros szaporodás jól ismert formája. Az anizogámia (heterogámia) olyan altípusa, ahol a  nőivarú gaméta (petesejt) jóval nagyobb a hímivarú gamétánál (spermium), és nem motilis. A hímivarsejtek tipikusan igen mozgékony spermatozoonok, melyek a mozgásképtelen petesejt megtermékenyítéséért versengenek.
Az izogámiával ellentétben az ivarsejtek specializálódtak. A petesejt tartalmazza a zigóta számára a megtermékenyítés után szükséges tápanyagok túlnyomó többségét, de jellemzően nem képes mozogni. A spermium szinte semmi több, mint a hím egyed genetikai hozzájárulása a zigótához, de az ellentétes nemű gaméták összehozásának feladata is rá hárul. Az oogámia elterjedtsége a magasabban fejlett állatokban arra utal, hogy a specializált ivarsejtek jobban és hatékonyabban képesek ellátni a feladatukat, mint az általánosabb izogaméták; különös tekintettel arra a képességre, hogy nagy energiájú tápanyagokat kis számú petesejtbe koncentráljanak.
Bár az oogámia elsősorban az állatokban fordul elő, de megtalálható számos protisztánál, egyes algarendekben (Ochrophyta, Charophyta), valamint egyes növényeknél, köztük a lombosmoháknál, harasztoknál és egyes nyitvatermőknél, mint a cikászok vagy a Ginkgók.
Egyes algáknál, a legtöbb nyitvatermőnél és valamennyi zárvatermőnél az oogámiának azt a fajtáját találjuk, ahol a spermiumsejtek is mozgásképtelenek.
Úgy tűnik, hogy az ivaros szaporodás fejlődése során az izogámia volt az első lépcsőfok. Ebből számos leszármazási ágban függetlenül kifejlődött a megkülönböztethető nő- és férfiivarsejtes anizogámia, majd később az oogámia. Egy hihető elmélet szerint ezt a fejlődési utat az ivarsejtek transzportmechanizmusának fizikai korlátai kényszerítették ki.

## Fordítás
Ez a szócikk részben vagy egészben az Oogamy című angol Wikipédia-szócikk ezen változatának fordításán alapul.  Az eredeti cikk szerkesztőit annak laptörténete sorolja fel. Ez a jelzés csupán a megfogalmazás eredetét és a szerzői jogokat jelzi, nem szolgál a cikkben szereplő információk forrásmegjelöléseként.